# Medicine Lake (Alberta)
Pour les articles homonymes, voir Medicine Lake.
Medicine Lake est un lac situé dans le parc national de Jasper, dans la province d'Alberta, au Canada. Il est situé à environ 20 km au sud-est de la ville de Jasper. Le lac mesure environ 7 km de long et est relativement étroit. À 1 436 m d'altitude, le lac fait partie du bassin versant de la vallée Maligne et est alimenté par les eaux de fonte des glaciers environnants.

## Géologie
Medicine Lake est une anomalie géologique dans le sens où il ne s'agit pas réellement d'un lac mais d'une zone ou la rivière Maligne - qui coule depuis le lac Maligne dans la rivière Athabasca - disparaît soudainement sous terre. Pendant les mois d'été, période pendant laquelle la fonte des glaces s'accélère, le lac (qui n'est qu'une rivière glacée pendant les mois d'hiver) se remplit. Lorsque le lac atteint un certain niveau, il commence à se déverser. Le réseau souterrain environnant est complexe; il a été étudié dans les années 1970 par un groupe de chercheurs en utilisant une teinture biodégradable pour déterminer son étendue. La teinture déversée dans le lac réapparut dans un grand nombre de lacs et rivières environnantes, démontrant ainsi l'étendue du réseau souterrain.

## Faune
Medicine Lake héberge une population de truites arc-en-ciel et d'ombles de fontaine, ce qui en fait un endroit apprécié des pêcheurs.
La faune est étonnamment abondante autour de ce lac de haute altitude. Grizzli, ours noir, cerfs mulet, caribous, loups, orignaux et moufflons font partie des grands mammifères présents autour du lac en été. Pygargues à tête blanche et ospreys vivent également dans les environs et se nourrissent des poissons vivant dans le lac.

## Galerie

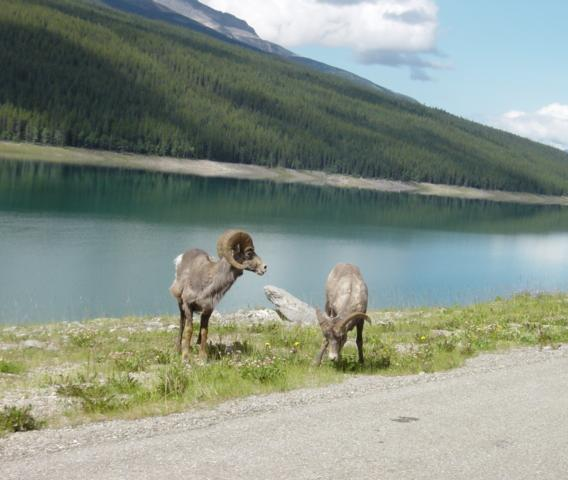
Mouflons canadiens à Medicine Lake
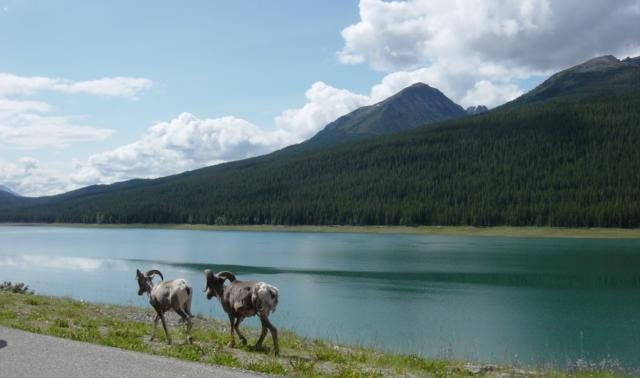
Medicine Lake
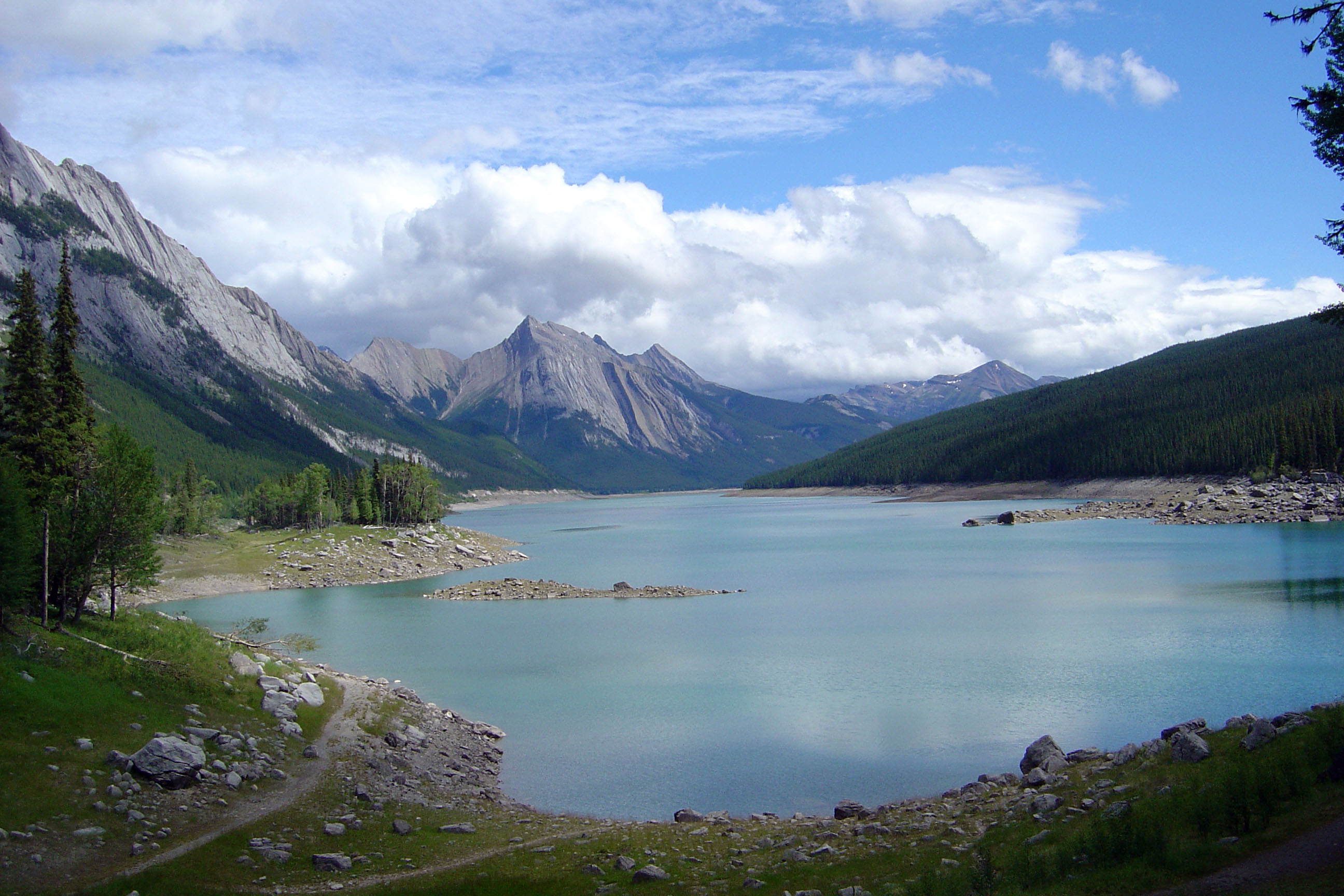
Medicine Lake depuis la route